# Солдатов, Михаил Филиппович
Михаил Филиппович Солдатов — советский хозяйственный, государственный и политический деятель.

## Биография
Родился в 1932 году. Член КПСС.
Образование высшее.
До 1964 гг. — комсомольский и партийный работник в Кемеровской области.
- В 1964—1977 гг. — инструктор, заместитель заведующего отделом пропаганды и агитации ЦК КП Узбекистана.[1]
- В 1977—1984 гг. — секретарь Ташкентского горкома КП Узбекистана по идеологическим вопросам.[1]
- В 1984—1990 гг. — второй секретарь Кашкадарьинского обкома КП Узбекистана.[1]

C 1990 гг. — ответственный работник Олий Мажлиса Республики Узбекистан.
Избирался депутатом Верховного Совета Узбекской ССР 11-го созыва, народным депутатом Узбекистана (1990—1995). Делегат XXVII съезда КПСС.
Умер в Ташкенте в 2017 году.

## Сочинения
- Трудовое воспитание масс: Объективные условия и субъективные факторы трудового воспитания — Ташкент: Узбекистан, 1972—171 с.
- Единствo слoва и дела — залoг успеха [текст] / Солдатов Михаил Филиппович — Ташкент: Узбекистан, 1980. — 63 с.